# Iglesia de San Adrián (Vadoluengo)
La iglesia de San Adrián de Vadoluengo es una ermita románica ubicada en el municipio navarro de Sangüesa (España). Se encuentra al sur de la localidad, en el lugar que se llamaba Vadoluengo, en la carretera a Sos del Rey Católico, a orillas del río Onsella, justo antes de que confluya con el río Aragón. En 1983 fue declarado monumento histórico-artístico. La palabra vadoluengo significa "vado ancho" en navarroaragonés. Su estilo es románico navarro.
Se trata de uno de los bienes asociados al Camino de Santiago que España mandó a la Unesco en su dosier «Inventario Retrospectivo - Elementos Asociados» (Retrospective Inventory - Associated Components).

## Origen
Por este lugar pasaba una antigua calzada, luego calzada romana. Alfonso el Batallador tras otorgar el fuero de Jaca en 1122 al Burgo Nuevo de Sangüesa concedió este solar 
Posteriormente se construyó un puente en Sangüesa y esta vía se abandonó.

## Historia
En 1035, Sancho Garcés III de Pamplona cedió a su hijo Ramiro el territorio que luego se convertiría en el condado de Aragón, y este vado se encontraba en la frontera. En 1122 Alfonso I de Navarra cedió estas tierras a un familiar, Fortún Garcés Cajal, donde levantó un palacio, que tras su muerte donó al monasterio de Leire, y una iglesia, que donó a San Pedro de Cluny. La iglesia podría haber sido la capilla del palacio ahora desaparecido. 
En enero de 1135 se firmó el Pacto de Vadoluengo; en virtud de este tratado Ramiro II de Aragón y García Ramírez de Pamplona firmaron una hermandad entre ellos, si uno moría el otro heredaría su corona. En 1145, tras la muerte de la esposa de Fortún Garcés Cajal, este decidió modificar su idea original y ceder tanto la ermita como el palacio a la abadía de San Pedro y San Pablo de Cluny. 
En 1312 tuvo lugar en este lugar la batalla de Vadoluengo, un enfrentamiento entre Navarra y Aragón.

## Descripción
El templo tiene una sola nave con dos tramos y bóveda de cañón, y una torre cuadrada ubicada en la parte trasera de la nave. Está hecha de sillería y decorada con imágenes, algunas de las cuales con significado sexual, como la representación de una mujer casada desnuda.
Se tiene noticia de que existió un hospital de peregrinos que debió estar junto a la desaparecida ermita de Santa María Magdalena y perteneciente a la Orden del Temple.
El edificio fue restaurado por el arquitecto José María Yárnoz Orcoyen, arquitecto restaurador de la Institución Príncipe de Viana y autor, por ello, de numerosas obras de restauración en otros monumentos navarros.

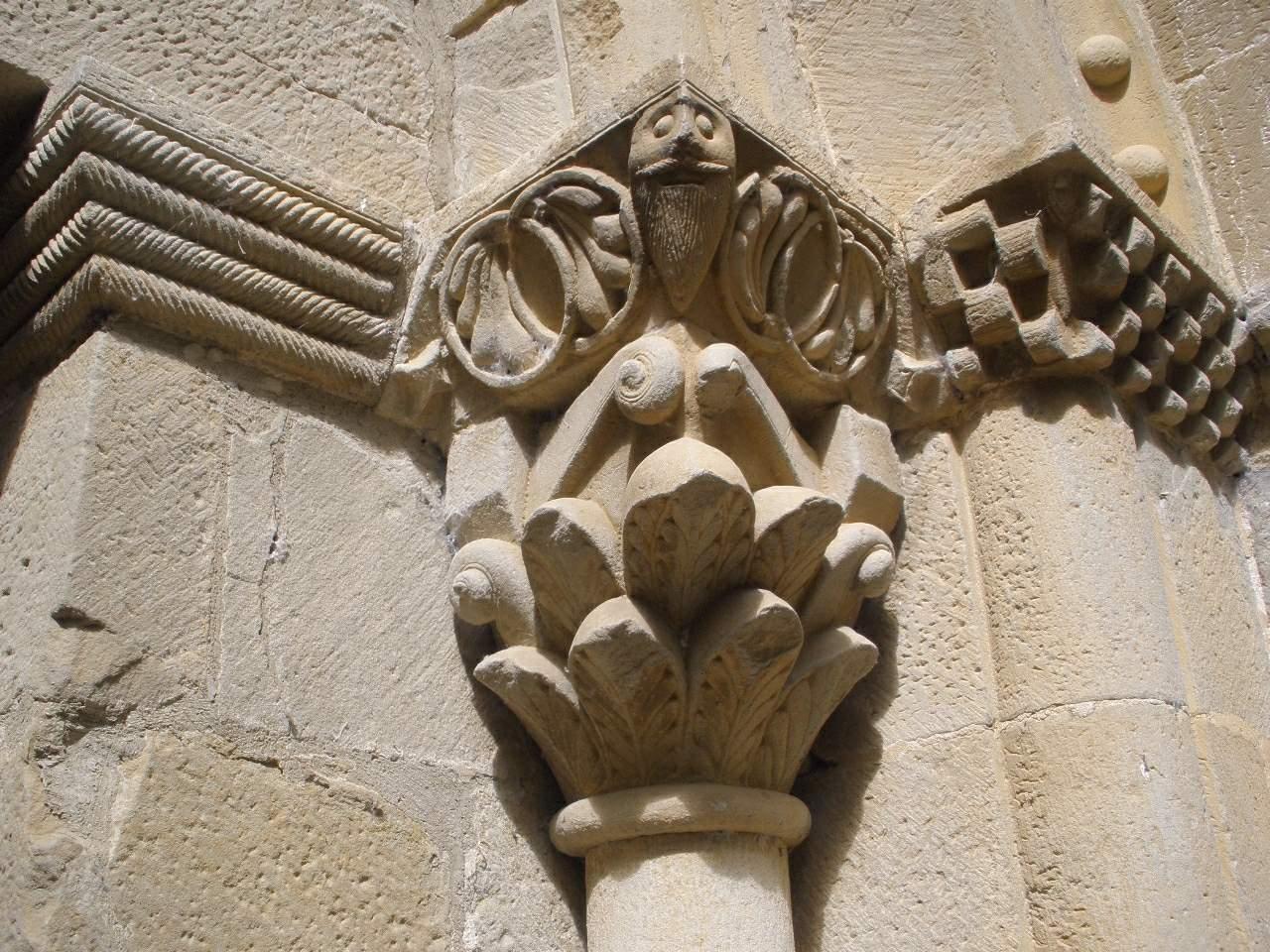
Capitel de la ermita.